# Пьерфит-ан-Ож
Пьерфи́т-ан-Ож (фр. Pierrefitte-en-Auge) — коммуна во Франции, находится в регионе Нижняя Нормандия. Департамент коммуны — Кальвадос. Входит в состав кантона Пон-л’Эвек. Округ коммуны — Лизьё.
Код INSEE коммуны — 14500.

## Население
Население коммуны на 2010 год составляло 155 человек.
| 1962 | 1968 | 1975 | 1982 | 1990 | 1999 | 2010 |
| ---- | ---- | ---- | ---- | ---- | ---- | ---- |
| 164  | 140  | 158  | 136  | 122  | 114  | 155  |

## Экономика
В 2010 году среди 93 человек трудоспособного возраста (15—64 лет) 60 были экономически активными, 33 — неактивными (показатель активности — 64,5 %, в 1999 году было 68,7 %). Из 60 активных жителей работали 57 человек (37 мужчин и 20 женщин), безработных было 3 (0 мужчин и 3 женщины). Среди 33 неактивных 6 человек были учениками или студентами, 14 — пенсионерами, 13 были неактивными по другим причинам.